# Elisabeth Beck-Gernsheim

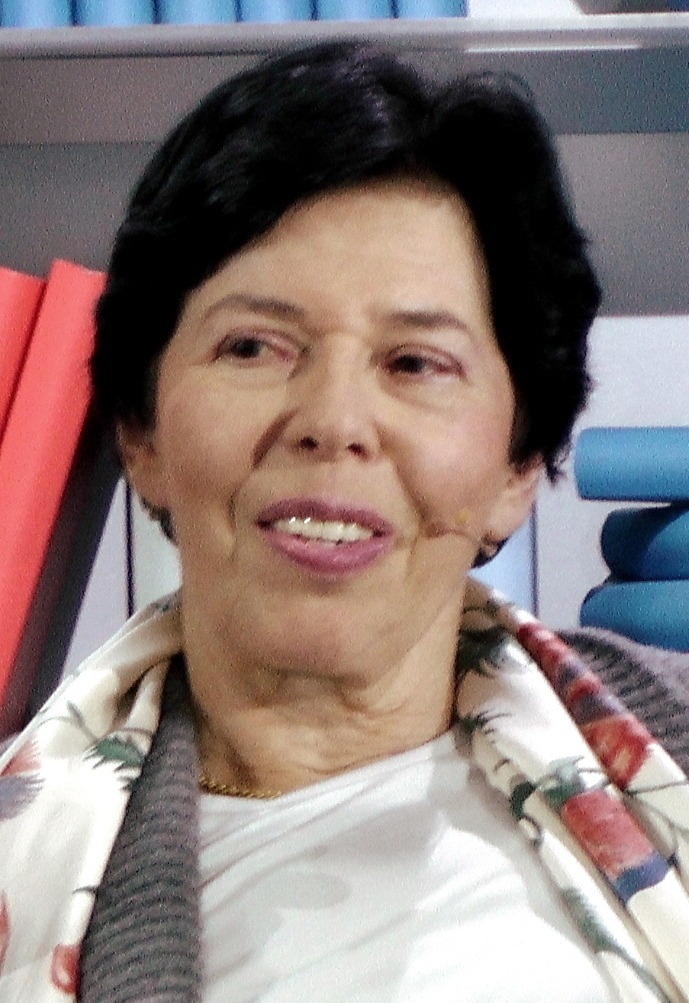
Elisabeth Beck-Gernsheim (2011)

Elisabeth Beck-Gernsheim (* 1946 in Freiburg im Breisgau) ist eine deutsche Soziologin. Sie befasst sich vorwiegend mit Fragen des gesellschaftlichen Wandels und der sich verändernden Rolle der Familie in der Gesellschaft sowie Migration und multikulturelle Gesellschaft.

## Beruflicher Werdegang
Nach dem Studium der Soziologie, Psychologie und Philosophie ab 1966 in München promovierte Elisabeth Beck-Gernsheim 1973 über "Wissenssoziologie im Bezugrahmen des theoretischen Pluralismus". 1987 habilitierte sie.
1980 veröffentlichte sie das Buch Das halbierte Leben. Männerwelt Beruf, Frauenwelt Familie, in dem sie die Auswirkungen der in Beruf und Familie vorherrschenden Arbeitsteilung auf Männer und Frauen analysierte (Zitat: "Die Berufsarbeit ist nicht so sehr zugeschnitten auf den 'familienfreien Mann', sondern genauer auf den 'familienfreien Ehemann'."). Sie stellte dar, dass beide Geschlechter durch stereotype Rollenvorgaben in ihrem Entwicklungspotenzial eingeschränkt wurden. Beck-Gernsheim forderte eine familiengerechtere Organisation des Berufslebens.
Nach Gastprofessuren an den Universitäten Gießen und München wurde sie 1993 als Professorin für Soziologie an der Universität Hamburg berufen. Im Jahr darauf wechselte sie auf eine Professur für Soziologie an der Universität Erlangen-Nürnberg. 2009 emeritierte sie.
Von 2009 bis 2012 war sie Gastprofessorin an der Technisch-Naturwissenschaftlichen Universität Norwegens in Trondheim. Von 2013 bis 2016 war sie Senior Research Fellow an der Universität München, seit 2016 ist sie Seniorprofessorin der Universität Frankfurt am Main.

## Persönliches
Sie war bis zu dessen Tod mit dem Soziologen Ulrich Beck verheiratet.

## Schriften (Auswahl)
Bücher
- Das halbierte Leben. Männerwelt Beruf, Frauenwelt Familie. Fischer-Taschenbuch-Verlag, Frankfurt am Main 1980, ISBN 3-596-23713-0.
- Vom Geburtenrückgang zur neuen Mütterlichkeit? Über private und politische Interessen am Kind.  Fischer Taschenbuch-Verlag, Frankfurt am Main 1984, ISBN 3-596-23754-8.
- Die Kinderfrage. Frauen zwischen Kinderwunsch und Unabhängigkeit. Beck, München 1988, ISBN 3-406-33029-0.
- mit Ulrich Beck: Das ganz normale Chaos der Liebe. Suhrkamp, Frankfurt am Main 1990, ISBN 3-518-38225-X.
- mit Ulrich Beck: Riskante Freiheiten. Individualisierung in modernen Gesellschaften. Suhrkamp, Frankfurt am Main 1994, ISBN 3-518-11816-1.
- Was kommt nach der Familie? Einblicke in neue Lebensformen. Beck, München 1998, ISBN 3-406-42043-5.
- Juden, Deutsche und andere Erinnerungslandschaften. Im Dschungel der ethnischen Kategorien. Suhrkamp, Frankfurt am Main 1999, ISBN 3-518-41074-1.
- Wir und die Anderen. Vom Blick der Deutschen auf Migranten und Minderheiten. Suhrkamp, Frankfurt am Main 2004, ISBN 3-518-41607-3 (erweiterte Neuausgabe 2007, ISBN 978-3-518-45872-3).
- Die Kinderfrage heute. Über Frauenleben, Kinderwunsch und Geburtenrückgang. Beck, München 2006, ISBN 978-3-406-54776-8.
- mit Ulrich Beck: Fernliebe. Lebensformen im globalen Zeitalter. Suhrkamp, Berlin 2011, ISBN 978-3-518-42232-8.

Aufsätze
- Ein Herz für Klone. Genmedizin: Fortschritte in der Praxis, die Argumente bleiben. In: Süddeutsche Zeitung, 13. Januar 1998.
- Nation und Halluzination. „Unsere“ Kultur im Wahlkampf: Wie deutsch sind die Deutschen? In: Süddeutsche Zeitung, 4. September 1998.
- „Ein Türke geht nicht in die Oper“ – was Deutsche über Türken wissen. In: Robertson-von Trotha, Caroline Y. (Hrsg.): Kultur und Gerechtigkeit (= Kulturwissenschaft interdisziplinär/Interdisciplinary Studies on Culture and Society, Bd. 2). Baden-Baden 2007. ISBN 978-3-8329-2604-5
- mit Ulrich Beck: Sobald die Liebe siegt, muss sie alle möglichen Niederlagen einstecken. In: Christopher Thorpe u. a.: Das Soziologie-Buch. München 2016. S. 320–323.